# Polonez Kościuszki
Polonez (pożegnalny) Kościuszki z 1792 roku – polska pieśń patriotyczna, powstała w 1792 roku z okazji przymusowej emigracji Tadeusza Kościuszki, spowodowanej klęską wojsk polskich w wojnie z Rosją i przystąpieniem króla Stanisława Poniatowskiego do targowicy.
Za twórcę melodii uchodzi Jan Barcicki. Pierwsze cztery wersy tej pieśni brzmiały następująco:
Podróż twoja nam niemiła

lepsza przyjaźń w domu była.

Kochalim cię nad swe życie,

Szanowali należycie...
Po prawie 40 latach Rajnold Suchodolski zmienił nieco melodię i napisał nowy tekst pieśni, którą śpiewano podczas powstania listopadowego:
Patrz, Kościuszko, na nas z nieba

jak w krwi wrogów będziem brodzić

twego miecza nam potrzeba

by Ojczyznę oswobodzić.